# Канарщина
Канарщина — деревня в Хиславичском районе Смоленской области России. Входит в состав Колесниковского сельского поселения. Население — 19 жителей (2007 год). 
Расположена в юго-западной части области в 15 км к юго-западу от Хиславичей, в 50 км западнее автодороги А141 Орёл — Витебск. В 50 км восточнее деревни расположена железнодорожная станция Стодолище на линии Смоленск — Рославль.

## История
В годы Великой Отечественной войны деревня была оккупирована гитлеровскими войсками в июле 1941 года, освобождена в сентябре 1943 года.